# Carl Zeller
Carl Adam Johann Nepomuk Zeller (Sankt Peter in der Au, 1842. június 19. – Baden bei Wien, 1898. augusztus 17.) osztrák jogász és operettkomponista.

## Élete
Zeller Sankt Peter in der Auban született, Johann Zeller orvos és Maria Anna Elizabeth egyetlen gyermekeként. Apja egyéves kora előtt meghalt, anyja pedig férjhez ment Ernest Friedingerhez. Zeller 1875-ben feleségül vette Anna Maria Schwetz-et.
Zellernek gyerekkorában kiváló szoprán hangja lévén a Wiener Sängerknaben tagja volt, mielőtt zeneszerzést tanult a Bécsi Egyetemen. Hivatalnokként dolgozott az oktatási minisztériumban, és közben olyan dalokat komponált, mint a Grüß Euch Gott, alle miteinander!, a professzor-duett és Aki Tirolban csokrot ád (Schenkt Man sich Rosen in Tirol), kóruszenét és számos operettzenét komponált, köztük A madarászt. Műveinek librettóját Moritz West mindig írta, gyakran Ludwig Helddel közösen.
1890-ben néhány jogi probléma, köztük hamis tanúzás, Zeller minisztériumi pályafutásának végéhez vezetett, és el kellett szenvednie a börtönt és a nyilvános megszégyenítést, bár ítéletét később érvénytelenítették.
A madarász premierje 1891. január 10-én volt a Theater an der Wien-ben.
1895-ben balesetet szenvedett: egy jégtáblán elesett, s élete hátralévő részét fizikailag és lelkileg depresszióban töltötte. Tüdőgyulladásban halt meg Baden bei Wienben, 56 évesen.
1900-ban A madarászt a parmai Reinach Színházban, 1952-től pedig a bécsi Staatsoperben mutatták be Anton Paulik és Wilma Lipp közreműködésével, 1955-ig 76 előadában.

## Operettjei
- Joconde, komikus opera 3 felvonásban (Theater an der Wien, 1876)
- A pékasszony (1878)
- Nicoll kapitány, vagy A carbonarók Moritz West és Camillo Walzel librettójával (1880) a bécsi Carltheaterben mutatták be
- A csavargó (1886)
- A madarász (1891)
- A bányamester, operett 3 felvonásban (Theater an der Wien, 1894)
- A pincemester (1901, Johannes Brandt fejezte be)

## Fordítás
- Ez a szócikk részben vagy egészben  a   Carl Zeller című olasz Wikipédia-szócikk ezen változatának fordításán alapul.  Az eredeti cikk szerkesztőit annak laptörténete sorolja fel. Ez a jelzés csupán a megfogalmazás eredetét és a szerzői jogokat jelzi, nem szolgál a cikkben szereplő információk forrásmegjelöléseként.